# ۲٬۲٬۲-تری‌فلوئورواتانول
۲،۲،۲-تری‌فلوئورواتانول (به انگلیسی: 2,2,2-Trifluoroethanol) با فرمول شیمیایی C۲H۳F۳O یک ترکیب شیمیایی با شناسه پاب‌کم ۶۴۰۹ است. که جرم مولی آن ۱۰۰٫۰۴ g/mol می‌باشد. شکل ظاهری این ترکیب، مایع بی‌رنگ است.